# Andrian Jelemessow
Andrian Jelemessow (kasachisch Андриан Көпмағамбетұлы Елемесов, russisch Андриан Копмагамбетович Елемесов; * 10. Juli 1963 in der Provinz Mary welaýaty, Turkmenistan) ist ein kasachischer Diplomat und seit Juni 2012 Botschafter Kasachstans in Italien.

## Biografie
Nach dem Studium am Institut für Chemie und Technologie (heute staatliche Universität Südkasachstan) arbeitete er zunächst für verschiedene Unternehmen, seit 1992 auch in Italien. Erst 1995 trat er in den Dienst des kasachischen Außenministeriums und wurde dritter Sekretär der Abteilung für konsularische Angelegenheiten.
Anschließend war Jelemessow zuerst dritter Sekretär, dann zweiter Sekretär und schließlich Leiter der Konsularabteilung der kasachischen Botschaft in Italien. Diesen Posten übte er bis 2001 aus, bevor er wieder im kasachischen Außenministerium arbeitete.
Von 2010 bis 2012 fungierte Jelemessow als Botschaftsrat der kasachischen Botschaft in Spanien. Seit dem 8. Juni 2012 ist er Botschafter Kasachstans in Italien, dessen Zuständigkeit auch die Staaten Malta und San Marino umfasst.

## Auszeichnungen
- Verdienstorden der Italienischen Republik (2008)